# 대죄
대죄(라틴어: peccatum mortale, 영어: mortal sin)는 로마 가톨릭교회에서 사용되는 낱말로 매우 심각한 죄를 의미한다.  만일 이 죄를 누군가가 지으면, 죽기전에 이 죄에 대하여 회개치 아니하면, 저주를 받게 된다. 죄가 심각한 이유는 하느님의 구원의 은혜로부터 분리되기 때문이다.  트렌트 공의회에서 공식화된 바에 의하면, 이 대죄가 사함을 받기 위해서는 고해성사를 해야 한다.
이 죄에 해당되는 것에는 유산, 다른 이에게 중대한 죄를 짓도록 권유하는 것, 간음, 배신, 거룩한 것을 불경케 하는 것, 사기, 불공정한 임금등이다.

## 같이 보기
- 원죄
- 칠죄종